# Аризема Франше
Аризе́ма Франше́ (лат. Arisaéma franchetiánum) — многолетнее травянистое клубневое растение, вид рода Аризема (Arisaema) семейства Ароидные (Araceae).

## Ботаническое описание
Многолетние травянистые двудомные растения.
Клубень кремово-красный снаружи, сжато-шаровидный, 1—6 см в диаметре, со множеством клубеньков.

### Листья
Катафиллов два или три, бледно-коричневого цвета с пурпуровыми пятнами, чешуевидные.
Лист один. Черешок кремово-красный или бледно-зелёный, без пятен, 20—50 см длиной, у основания формирующий ложный стебель 1—2 см в диаметре. Листовая пластинка состоит из трёх листочков; листочки сидячие или полусидячие, полукожистые; центральный листочек овальный, широкоэллиптический или полуовальный, 17—23 см длиной, 6—22 см шириной, от коротко-клиновидного до округлённого в основании, острый на вершине; боковые листочки косоовальные, 6—20 см длиной, 5—19 см шириной, в основании клиновидные.

### Соцветия и цветки
Цветоножка вертикальная во время цветения, изогнутая при плодах, короче черешков, 10—30 см длиной. Покрывало грязно-пурпуровое или тёмно-пурпуровое, с белыми или зеленовато-белыми продольными полосками; трубка цилиндрическая, 4—6 см длиной и 1,2—2 см шириной, с немного загнутыми краями у горловины; пластинка загнутая, 4,5—11 см длиной, 3—5 см шириной, вершина длиннозаострённая, с трубчатым хвостовидным образованием 5—6 см длиной, свешивающимся наподобие кнута.
Початок двудомный. Женская зона цилиндрическая, 1,2—3,8 см длиной и 8—20 см в диаметре; завязь плотная, зеленовато-пурпуровая, около 5 мм в диаметре; семяпочки две, базальные, вертикальные; рыльце выпуклое; мужская зона узкоконическая. Придаток от середины загнутый, иногда полувертикальный, 1,5—4 см длиной, 2,5—6 мм в диаметре, на короткой ножке 4—8 мм в диаметре, 1—2 мм в диаметре на вершине.
Цветёт в мае — июле. Плодоносит в сентябре — октябре.

## Распространение
Встречается от Тибета до Южного Китая, включая Мьянму.
Растёт в лесах, на полянах, на высоте от 900 до 3000 м над уровнем моря.